# 공경철
공경철(1981년~)은 대한민국 로봇공학자이다.
공 교수는 서강대 기계공학과, 서강대 대학원 기계공학 석사를 거쳐 2009년 UC버클리(Berkeley)에서 박사 학위를 받았다. 졸업후 UC버클리에서 박사후 연구원으로 근무하다 2011년 서강대 기계공학과 교수로 부임하였으며 2018년 한국과학기술원 기계공학과교수로 옮기었다. 학문적으로는 제어이론을, 실용적으로는 로봇공학을 중점적으로 연구하고 있다. 세부 전공은 제어(Dynamic Systems and Control)이다.

## 연혁
2011. 서강대학교 로봇시스템제어연구실 설립
2014. SG메카트로닉스 공동 창업
2016. ‘제1회 사이배슬론’ 대회에서 웨어러블 로봇 '워크온(WalkOn)' 3위 입상
2017. ‘UAE 로보틱스 포 굿’에서 웨어러블 로봇 ‘엔젤렉스(ANGELEGS)’ 3위 입상
2017. SG로보틱스 창업
2017. LG전자로부터 투자 유치
2017. Best Start-up Pitch Award 수상(ICRA)

## 입상
2016년 스위스에서 개최된 국제 사이보그올림픽 사이배슬론 착용형 로봇 분야에서 3위를 차지하였고, 2017년 UAE에서 열린 ‘UAE AI & Robotics for Good’ 대회에서 아시아팀으로는 유일하게 결선에 진출하여 3위를 차지했다.

## 같이 보기
- 지능형 로봇
- 로봇산업
- 로봇인
- 로봇공학자